# Testosterone cypionate
Testosterone cypionate, được bán dưới tên thương hiệu Depo-Testosterone trong số những loại khác, là một loại thuốc androgen và đồng hóa steroid (AAS) được sử dụng chủ yếu trong điều trị nồng độ testosterone thấp ở nam giới. Nó cũng được sử dụng trong liệu pháp hormone cho người chuyển giới. Nó được tiêm bằng cách tiêm vào cơ hoặc tiêm dưới da, cứ sau một đến bốn tuần một lần, tùy thuộc vào chỉ định lâm sàng.
Tác dụng phụ của testosterone cypionate bao gồm các triệu chứng nam tính như mụn trứng cá, tăng trưởng tóc, thay đổi giọng nói và tăng ham muốn tình dục. Thuốc là một steroid tổng hợp androgen và đồng hóa và do đó là chất chủ vận của thụ thể androgen (AR), mục tiêu sinh học của androgen như testosterone và dihydrotestosterone (DHT). Nó có tác dụng androgen mạnh và tác dụng đồng hóa vừa phải, giúp ích cho việc sản xuất nam tính và phù hợp với liệu pháp thay thế androgen. Testosterone cypionate là một este testosterone và tiền chất lâu dài của testosterone trong cơ thể. Bởi vì điều này, nó được coi là một dạng testosterone tự nhiên và sinh học.
Testosterone cypionate đã được giới thiệu cho sử dụng y tế vào năm 1951. Cùng với testosterone enanthate, testosterone unecanoate và testosterone propionate, nó là một trong những estrogen testosterone được sử dụng phổ biến nhất. Nó được sử dụng chủ yếu ở Hoa Kỳ. Ngoài công dụng y tế, testosterone cypionate được sử dụng để cải thiện vóc dáng và hiệu suất. Thuốc là một chất được kiểm soát ở nhiều quốc gia và vì vậy sử dụng phi y tế nói chung là bất hợp pháp.

## Sử dụng trong y tế
Testosterone cypionate được sử dụng chủ yếu trong liệu pháp thay thế androgen. Nó hiện đang được FDA chấp thuận để điều trị chứng suy sinh dục nguyên phát hoặc suy sinh dục (có thể là bẩm sinh hoặc mắc phải). Sự an toàn của nó trong mãn dục (hypogonadism khởi phát muộn ở nam giới) vẫn chưa được thiết lập. Nó hiện đang được sử dụng ngoài nhãn hiệu cho bệnh ung thư vú, rối loạn vú, dậy thì muộn ở trẻ trai, oligospermia (số lượng tinh trùng thấp), liệu pháp thay thế hormone ở nam giới chuyển giới, và loãng xương. Bản mẫu:Medications and dosages used in hormone therapy for transgender men
| Tuyến đường | Thuốc                                                                                  | Các hình thức) | Tên thương hiệu chính                                                          | Liều dùng                        |
| --- | -------------------------------------------------------------------------------------- | -------------- | ------------------------------------------------------------------------------ | -------------------------------- |
| Uống | Testosterone không làm mất đi một                                                      | Viên con nhộng | Hà Lan                                                                         | 40 trận80 mg 1x / 1 trận2 ngày   |
| Uống | Methyltestosterone b                                                                   | Máy tính bảng  | Metandren; Estratest                                                           | 0,5 sắt10 mg / ngày              |
| Uống | Normethandrone a, b                                                                    | Máy tính bảng  | Ginecoside                                                                     | 5 mg / ngày                      |
| Uống | Têrêxa a                                                                               | Máy tính bảng  | Sinh động                                                                      | 1,25 2,52,5 mg / ngày            |
| Uống | Prasterone (<abbr title="<nowiki>dehydroepiandrosterone</nowiki>">DHEA) c              | Máy tính bảng  | <abbr title="<nowiki>Not applicable</nowiki>">Không có                         | 25 con100 mg / ngày              |
| Dưới lưỡi | Testosterone d                                                                         | Máy tính bảng  | <abbr title="<nowiki>Not applicable</nowiki>">Không có                         | 0,25 sắt0,5 mg / ngày            |
| Dưới lưỡi | Methyltestosterone                                                                     | Máy tính bảng  | Metandren                                                                      | 0,25 mg / ngày                   |
| Xuyên da | Testosterone a                                                                         | Vá             | Xâm nhập                                                                       | 150 con300 μg / ngày             |
| Xuyên da | Testosterone                                                                           | Kem; Gel       | AndroGel                                                                       | năm con10 mg / ngày              |
| Âm đạo | Testosterone d                                                                         | Kem; Gel       | <abbr title="<nowiki>Not applicable</nowiki>">Không có                         | ? mg 1x / 1 Lần3 ngày            |
| Âm đạo | Testosterone d                                                                         | Thuốc đạn      | <abbr title="<nowiki>Not applicable</nowiki>">Không có                         | 1 mg 1x / 2 ngày                 |
| Âm đạo | Prasterone (<abbr title="<nowiki>dehydroepiandrosterone</nowiki>">DHEA)                | Chèn           | Intrarosa                                                                      | 6,5 mg / ngày                    |
| Tiêm bắp | Testosterone enanthate b                                                               | Dầu            | Delatestryl; Kho nguyên thủy                                                   | 25 trận 100 mg 1x / 4 trận6 tuần |
| Tiêm bắp | Testosterone cypionate b                                                               | Dầu            | <abbr title="<nowiki>Depo-Testosterone</nowiki>">Depo-Testost.; Depo-Testadiol | 25 trận 100 mg 1x / 4 trận6 tuần |
| Tiêm bắp | Testosterone isobutyrate a, b                                                          | Nước           | Femandren M, Folivirin                                                         | 25 trận50 mg 1x / 4 trận6 tuần   |
| Tiêm bắp | Testosterone <abbr title="<nowiki>enanthate benzilic acid hydrazone</nowiki>">EBH b, e | Dầu            | Climacteron                                                                    | 150 mg 1x / 4 tuần8              |
| Tiêm bắp | Nandrolone decanoate                                                                   | Dầu            | Deca-Durabolin                                                                 | 25 trận5050 1x / 6 trận12 tuần   |
| Tiêm bắp | Prasterone làm từ thiện a, b                                                           | Dầu            | Kho Gynodian                                                                   | 200 mg 1x / 4 tuần6              |
| Tiêm dưới da | Testosterone                                                                           | Cấy ghép       | Testopel                                                                       | 50 con100 mg 1x / 3 trận6 tháng  |
| Chú thích: a = Không có sẵn hoặc không còn có sẵn ở Hoa Kỳ.b = Một mình và/hoặc kết hợp với estrogen.c = Không kê đơn.d = Chỉ hợp chất.e = Ngưng. Nguồn: Xem mẫu. |                                                                                        |                |                                                                                |                                  |

| Lộ trình / hình thức                                                | Androgen                                                                         | Liều dùng                        |
| ------------------------------------------------------------------- | -------------------------------------------------------------------------------- | -------------------------------- |
| Uống                                                                | Methyltestosterone                                                               | 30 con200 mg / ngày              |
| Uống                                                                | Fluoxymesterone                                                                  | 10 con40 mg 3x / ngày            |
| Uống                                                                | Calusterone                                                                      | 40 mg 4x / ngày                  |
| Uống                                                                | Normethandrone                                                                   | 40 mg / ngày                     |
| Tiêm <abbr title="<nowiki>Intramuscular</nowiki>">IM                | Testosterone propionate                                                          | 50 con100 mg 3x / tuần           |
| Tiêm <abbr title="<nowiki>Intramuscular</nowiki>">IM                | Testosterone enanthate                                                           | 200 sắt400 mg 1x / 2 trận4 tuần  |
| Tiêm <abbr title="<nowiki>Intramuscular</nowiki>">IM                | Testosterone cypionate                                                           | 200 sắt400 mg 1x / 2 trận4 tuần  |
| Tiêm <abbr title="<nowiki>Intramuscular</nowiki>">IM                | Methandriol (<abbr title="<nowiki>aqueous suspension</nowiki>">aq. Nghi ngờ.)    | 100 mg 3x / tuần                 |
| Tiêm <abbr title="<nowiki>Intramuscular</nowiki>">IM                | Androstanolone (<abbr title="<nowiki>aqueous suspension</nowiki>">aq. Nghi ngờ.) | 300 mg 3x / tuần                 |
| Tiêm <abbr title="<nowiki>Intramuscular</nowiki>">IM                | Thuốc nhỏ giọt propionate                                                        | 100 mg 3x / tuần                 |
| Tiêm <abbr title="<nowiki>Intramuscular</nowiki>">IM                | Nandrolone decanoate                                                             | 50 trận 100 mg 1x / 1 trận3 tuần |
| Tiêm <abbr title="<nowiki>Intramuscular</nowiki>">IM                | Nandrolone phenylpropionate                                                      | 50 con100 mg / tuần              |
| Lưu ý: Liều dùng không nhất thiết phải tương đương. Nguồn: Xem mẫu. |                                                                                  |                                  |

## Tác dụng phụ
Tác dụng phụ của testosterone cypionate bao gồm virilization và những tác dụng khác.

## Dược lý

### Dược lực học
| Thuốc                  | Tỉ lệ         |
| ---------------------- | ------------- |
| Testosterone           | 1: 1          |
| Testosterone cypionate | 1: 1          |
| Testosterone enanthate | 1: 1          |
| Methyltestosterone     | 1: 1          |
| Fluoxymesterone        | 1: 2          |
| Oxymetholone           | 1: 3          |
| Oxandrolone            | 1: 3 Vé1: 13  |
| Nandrolone decanoate   | 1: 2.5 Từ1: 4 |
| Nguồn: Xem mẫu.        |               |

Testosterone cypionate là một tiền chất của testosterone và là một androgen và đồng hóa steroid androgenic (AAS). Đó là, nó là một chất chủ vận của thụ thể androgen (AR).

### Dược động học
Các dược động học của testosterone cypionate qua tiêm bắp, bao gồm cả thời gian bán thải và thời gian tác dụng, được cho là cực kỳ so sánh và do đó về cơ bản giống như những người của testosterone enanthate. Như vậy, testosterone cypionate và testosterone enanthate được coi là "có thể hoán đổi chức năng" như thuốc. Để tham khảo, testosterone enanthate có thời gian bán thải là 4,5  ngày và thời gian cư trú trung bình là 8,5 ngày và yêu cầu quản lý thường xuyên khoảng một lần mỗi tuần. Biến động lớn về mức độ testosterone dẫn đến nó, với mức độ ban đầu được nâng lên và siêu âm. Dược động học của testosterone cypionate đã được nghiên cứu và báo cáo.
| Este testosterone | Hình thức              | Con đường lãnh đạo | Nửa đời thải trừ | Thời gian cư trú trung bình |
| --- | ---------------------- | ------------------ | ---------------- | --------------------------- |
| Testosterone không làm mất cân bằng | Viên nang chứa đầy dầu | Uống               | 1,6 giờ          | 3,7 giờ                     |
| Testosterone propionate | Dung dịch dầu          | Tiêm bắp           | 0,8 ngày         | 1,5 ngày                    |
| Testosterone enanthate | Dung dịch dầu thầu dầu | Tiêm bắp           | 4,5 ngày         | 8,5 ngày                    |
| Testosterone không làm mất cân bằng | Dung dịch dầu hạt trà  | Tiêm bắp           | 20,9 ngày        | 34,9 ngày                   |
| Testosterone không làm mất cân bằng | Dung dịch dầu thầu dầu | Tiêm bắp           | 33,9 ngày        | 36,0 ngày                   |
| Testosterone buciclate a | Sự ngưng tụ            | Tiêm bắp           | 29,5 ngày        | 60,0 ngày                   |
| Lưu ý: Testosterone cypionate có dược động học rất giống với <abbr title="<nowiki>testosterone enanthate</nowiki>">TE. Chú thích: a = Không bao giờ bán trên thị trường. Nguồn: Xem mẫu. |                        |                    |                  |                             |

Bản mẫu:Parenteral durations of androgens/anabolic steroids

## Hóa học
Testosterone cypionate, hoặc testosterone 17β-cyclopentylpropionate, là một steroid androstane tổng hợp và là một dẫn xuất của testosterone. Nó là một este androgen; Cụ thể, nó là C17β cyclopentylpropionate (cypionate) este của testosterone.

## Lịch sử
Testosterone cypionate được giới thiệu sử dụng trong y tế tại Hoa Kỳ vào năm 1951 dưới tên thương hiệu Depo-Testosterone.

## Xã hội và văn hoá

### Tên gốc
Testosterone cypionate là tên chung của thuốc và USP của nó. Thuốc không có INN, USAN hoặc BAN. Nó cũng đã được gọi là testosterone cipionate, cũng như testosterone cyclopentylpropionate hoặc testosterone cyclopentanepropionate.

### Tên biệt dược
Testosterone cypionate đang hoặc đã được bán trên thị trường dưới nhiều tên biệt dược, bao gồm:
- Andro Cyp
- Andronaq LA
- Andronate
- Dep Andro
- Dep Test
- Deposteron
- Depostomead
- Depotest
- Depo-Testosterone
- Depovirin
- Durandro
- Duratest
- Jectatest
- CYP Malogen
- Pertestis
- Testa-C
- Testadiate Depo
- Testex Elmu Pr Longatum
- Testoject LA
- Virilon

### Tính khả dụng
Testosterone cypionate được bán trên thị trường Hoa Kỳ. Nó không có sẵn rộng rãi bên ngoài Hoa Kỳ, mặc dù nó đã được bán ở Canada, Úc, Tây Ban Nha, Brazil và Nam Phi.

### Tình trạng pháp lý
Testosterone cypionate, cùng với AAS khác, là chất được kiểm soát theo lịch III ở Hoa Kỳ theo Đạo luật về các chất bị kiểm soát và là chất được kiểm soát theo lịch IV ở Canada theo Đạo luật về Thuốc và Chất được Kiểm soát.